# Hymenasplenium
Hymenasplenium är ett släkte av svartbräkenväxter. Hymenasplenium ingår i familjen Aspleniaceae.

## Dottertaxa tillHymenasplenium, i alfabetisk ordning[1]
- Hymenasplenium apogamum
- Hymenasplenium basiscopicum
- Hymenasplenium bivalvatum
- Hymenasplenium changputungense
- Hymenasplenium cheilosorum
- Hymenasplenium delitescens
- Hymenasplenium excisum
- Hymenasplenium filipes
- Hymenasplenium furfuraceum
- Hymenasplenium hoffmannii
- Hymenasplenium hondoense
- Hymenasplenium ikenoi
- Hymenasplenium inthanonense
- Hymenasplenium laetum
- Hymenasplenium latidens
- Hymenasplenium murakami-hatanakae
- Hymenasplenium obliquissimum
- Hymenasplenium obscurum
- Hymenasplenium obtusifolium
- Hymenasplenium ofeliae
- Hymenasplenium ortegae
- Hymenasplenium pseudobscurum
- Hymenasplenium purpurascens
- Hymenasplenium quercicola
- Hymenasplenium repandulum
- Hymenasplenium retusulum
- Hymenasplenium riparium
- Hymenasplenium rivulare
- Hymenasplenium subnormale
- Hymenasplenium szechuanense
- Hymenasplenium triquetrum
- Hymenasplenium unilaterale
- Hymenasplenium volubile
- Hymenasplenium wuliangshanense